# Balatonfenyves
Balatonfenyves je vas na Madžarskem, ki upravno spada pod podregijo Fonyódi Šomodske županije.